# Last in Line
Last in Line – amerykański zespół wykonujący muzykę z pogranicza hard rocka i heavy metalu. Powstał w 2012 roku w Los Angeles z inicjatywy byłych członków formacji Dio, początkowo jako tzw. tribute band. W skład zespołu weszli perkusista Vinny Appice, mający w dorobku współpracę m.in. z grupą Black Sabbath, gitarzysta Vivian Campbell, pozostający także członkiem formacji Def Leppard, basista Jimmy Bain, w latach 70. związany z grupą Rainbow, keyboardzista Claude Schnell oraz wokalista Andrew Freeman, który jako jedyny, z racji funkcji nie był członkiem grupy Dio. Jeszcze w 2015 roku Schnell opuścił zespół.
24 stycznia 2016 roku na chorobę nowotworową zmarł basista grupy Jimmy Bain. W jego miejsce jako muzyka koncertowego zespół zaangażował Erika Brittinghama znanego z występów w grupie Cinderella. 19 lutego, także 2016 roku nakładem wytwórni muzycznej Frontiers Records ukazał się debiutancki album formacji zatytułowany Heavy Crown. Produkcja dotarła do 188. miejsca listy Billboard 200 w Stanach Zjednoczonych sprzedając się w nakładzie, niewiele, ponad 4 tys. egzemplarzy w przeciągu tygodnia od dnia premiery. Wydawnictwo trafiło także na listy przebojów w Szwajcarii, Niemczech i Japonii. Dwa miesiące później grupa zaprosiła do współpracy basistę Phila Soussana, znanego m.in. z występów w zespołach Ozzy'ego Osbourne'a i Billy'ego Idola.

## Dyskografia
| Tytuł       | Dane dot. albumu                                    | Pozycja na liście | Pozycja na liście | Pozycja na liście | Pozycja na liście | Sprzedaż         |
| Tytuł       | Dane dot. albumu                                    | CHE               | GER               | JPN               | USA               | Sprzedaż         |
| ----------- | --------------------------------------------------- | ----------------- | ----------------- | ----------------- | ----------------- | ---------------- |
| Heavy Crown | - Data: 19 lutego 2016 - Wydawca: Frontiers Records | 49                | 54                | 92                | 188               | - USA: 4,8 tys.+ |